# Безлюдна Ганна Віталіївна
Ганна Віталіївна Безлюдна (15 липня 1972, Суми) — медіаменеджерка, телепродюсерка. З 2013 по 2023 рік керівник компанії Inter Media Group, член Наглядової ради телеканалу Інтер, Голова Федерації роботодавців медійної галузі України. Заслужена журналістка України.
На телебаченні з 1991 року. Працювала редактором, керівником редакції, телевізійним продюсером, кореспондентом, в тому числі в гарячих точках, була автором та керівником редакції інформаційно-аналітичної служби телеканалу «Інтер», керувала агентством «Профі ТВ» (2001—2004). Створювала й керувала телеканалами К1 і К2.
За час роботи Безлюдної знято понад 130 документальних фільмів, 9 серіалів і 80 телепроєктів, третина з яких циклові.
Безлюдна щорічно потрапляла в рейтинги найвпливовіших жінок країни за даними журналу «Фокус». 2017 року очолила рейтинг найуспішніших жінок «Корпоративного сектора» журналу «НВ».

## Життєпис
Народилася 15 липня 1972 року в Сумах, де провела ранні роки. 1994 року закінчила факультет журналістики Київського університету ім. Шевченка. Розлучена, короткий час була дружиною українського політика та народного депутата IV, V і VI скликань від Партії Регіонів Василя Горбаля. У липні 2019 року народила дівчинку.

## Кар'єра на телебаченні

### Початок кар'єри
Почала роботу в телеіндустрії, навчаючись в університеті, — у 1991-1992 рр. працювала редакторкою відділу науково-популярних програм телеканалу УТ-1; згодом, з 1992 — журналісткою та ведучою молодіжної студії «Гарт» на УТ-1.
У тому ж році Безлюдна прийняла пропозицію продовжити кар'єру на комерційному каналі «УТ-3», як авторка та ведуча низки програм, створених за оригінальним авторським форматом. На «УТ-3» Ганна Безлюдна працювала упродовж 1992-1994 рр.

### Associated Press
Із 1994  року — працювала в ІА Associated Press на посаді телевізійного продюсера Associated Press TV в Україні. Працювала також в Росії, Казахстані, в тому числі в гарячих точках — висвітлювала події чеченської кампанії 1994 року.

### Керівник служби новин на «Інтері», 1997—2001
У 1997 році Ганна стає керівницею новин на телеканалі «Інтер», тодішньою лідеркою українського телеринку. Під її керівництвом створено новинну редакцію та редакцію документальних проєктів.
З 1997 по 2001 рік була шеф-редакторкою інформаційно-аналітичної служби телеканалу «Інтер». Під її керівництвом була створена інформаційна служба каналу і запущені такі проєкти як «Подробности», «Подробиці тижня», «Право вибору», «Свобода на „Інтері“» та ін.
У 1999 році отримала звання «Заслужений журналіст України».
Наприкінці 90-х розпочала роботу над документальними проєктами для українського телебачення. Першим публіцистичним проєктом, знятим під керівництвом Безлюдної на «Інтері», була програма «N-ний кілометр», що стартувала в ефірі у 1997-98 рр., виходила в ефір відразу після випуску новин «Подробиці».

### «Профі ТВ»
Наприкінці 90-х — на початку 2000-х років Ганна Безлюдна працювала над створенням телевізійного інформаційного агентства «Профі ТВ».
Починаючи з 2001 — Безлюдна генеральний продюсер телевізійного інформаційного агентства «Профі ТВ». Ганна Безлюдна безпосередньо брала участь у створенні багатьох телепроєктів на замовлення українських і російських телеканалів, зокрема НТВ, 5-й канал (Санкт-Петербург), ICTV, Новий канал, серед них: «Особливі прикмети», «Село Глухівка», «Не-провінція», а також цикл документальних фільмів про Євросоюз «Новий Старий Світ», документальний серіал «Війна і мир» та ін.
На початку 2000-х «Профі ТВ», на чолі з Безлюдною, спеціалізується на виробництві документальних програм і фільмів, інформаційно-публіцистичних, суспільно-політичних програм. Фахівці агентства «ПРОФІ ТВ» брали безпосередню участь у розробці концепції та запуску телеканалів К1 і К2, ребрендингу «Інтера» 2007 року.
2004 — з'явилися телеканали К1 і К2, створені командою «Профі ТВ» під керівництвом Безлюдної. К1 увійшов до десятки топ-каналів України.
2005—2006 — генеральний директор ЗАТ «Українська медійна компанія» (К1 і К2).

### Генеральний продюсер «Інтера», 2007—2009
Вдруге прийшла працювати на «Інтер» як генпродюсер у січні 2007-го року. Безлюдна ліквідувала новинну редакцію телеканалу «Інтер» і передала створення новин окремій продакшн-компанії, через що на «Інтері» відбулися масові звільнення журналістів та технічного персоналу.
З 2007 по 2009 під її керівництвом проведено ребрендинг каналу. Було змінено стилістику й оформлення ефіру, реорганізовано сітку мовлення. Запущено суспільно-політичні проєкти «Свобода на Інтері», «Великі українці».

### Фільмографія 2007—2009
2007—2009 — під керівництвом Безлюдної створено більше 70 документальних проєктів.

#### 2007
- Зони росту[25] рос. Зоны роста
- Любов проти правил[26] рос. Любовь против правил
- На лінії вогню. Беслан рос. На линии огня. Беслан
- Органи на експорт[27] рос. Органы на экспорт
- Віддані помсті[28] рос. Преданные мести
- Прокляття відьом рос. Проклятие ведьм
- Дракула та інші[29] рос. Дракула и другие
- Ген жорстокості[30] рос. Ген жестокости
- Прокляття Че Гевари[31] рос. Проклятие Че Гевары
- Замінник смерті[32] рос. Заменитель смерти
- Діти-зірки. (Іграшки слави. Хроніки дітей-зірок)[33] рос. Дети-звезды. (Игрушки славы. Хроники детей-звёзд)
- Цвинтарні історії[34] рос. Кладбищенские истории
- Олександр Дедюшко. Перевищення швидкості рос. Александр Дедюшко. Превышение скорости[35]
- Вахтанг Кікабідзе: таємниці тбіліського хулігана[36] рос. Вахтанг Кикабидзе: тайны тбилисского хулигана

#### 2008
- Софія Ротару. Секрети її успіху[37] рос. София Ротару. Секреты её успеха
- Майор Вихор. Правдива історія. рос. Майор Вихрь. Правдивая история
- Абдулов. Своя роль рос. Абдулов. Своя роль
- Таємниці радянського дефіциту. 1ч. Ширвжиток. рос. Тайны советского дефицита. 1ч. Ширпотреб
- Таємниці радянського дефіциту. 2год. Про смачну і здорову їжу. рос. Тайны советского дефицита. 2ч. О вкусной и здоровой пище
- Таємниці радянського дефіциту. 3ч. Дайте книгу скарг. рос. Тайны советского дефицита. 3ч. Дайте жалобную книгу
- Формула любові Олександра Абдулова. рос. Формула любви Александра Абдулова
- Брати Клички. Головне — перемога! рос. Братья Кличко. Главное — победа!
- Борислав Брондуков. Перший після Чапліна. рос. Борислав Брондуков. Первый после Чаплина
- Костянтин Хабенський. Своя роль рос. Константин Хабенский. Своя роль
- 1961. Таємниця київського потопу. рос. 1961. Тайна киевского потопа
- Павло Попович. космічні пригоди рос. Павел Попович. Космические приключения
- Микола Басков. Про що плаче шарманка. рос. Николай Басков. О чём рыдает шарманка
- Великі українці (10 серій) рос. Великие украинцы (10 серий)
- Скандали Євробачення рос. Скандалы Евровидения
- Вахтанг Кікабідзе: Наталя Кондратюк. Плата за щирість. рос. Наталя Кондратюк. Плата за щирість
- Особливості національного футболу рос. Особенности национального футбола
- Допінг. Фабрика чемпіонів. рос. Допинг. Фабрика чемпионов
- Віталій Кличко. Історія Повернення рос. Виталий Кличко. История Возвращения
- Діти партеліти рос. Дети партэлиты
- Місто, яке зрадили. Києву часів окупації присвячується рос. Город, который предали. Киеву времён оккупации посвящается
- Вакцини. Бізнес на страху рос. Вакцины. Бизнес на страхе
- Брати Клички. смак перемоги рос. Братья Кличко. Вкус победы
- Аджимушкай. Підземелля смерті рос. Аджимушкай. Подземелье смерти
- Леонід Кучма. Людина, яку ми не знали. рос. Леонид Кучма. Человек, которого мы не знали
- Секти. Контроль свідомості рос. Секты. Контроль сознания
- Батьки та діти. Чорна слава. рос. Отцы и дети. Чорная слава
- Оксана Баюл. На межі можливого. рос. Оксана Баюл. На грани возможного
- ОБХСС: Безжальне правосуддя рос. ОБХСС: Безжалостное правосудие
- Загублені скарби: Прихований Будда рос. Затерянные сокровища: Скрытый Будда
- Телеведучі «Свободи». Неофіційна версія рос. Телеведущие «Свободы». Неофициальная версия

#### 2009
- Новорічні історії зоряних однокласників. рос. Новогодние истории звёздных одноклассников
- Єврорабині. Просто бізнес рос. Еврорабыни. Просто бизнес
- Володимир Івасюк. ідеальне вбивство рос. Владимир Ивасюк. Идеальное убийство
- Молода гвардія. Лічильник смерті рос. Молодая гвардия. Счетчик смерти
- Обережно, НЛО! рос. Осторожно, НЛО!
- Валерій Леонтьєв. Втрачений сміх рос. Валерий Леонтьев. Потерянный смех
- Жертви краси рос. Жертвы красоты
- П'ять смертей академіка Корольова рос. Пять смертей академика Королёва
- Алла Пугачова. Чоловіки її величності рос. Алла Пугачёва. Мужчины её величества
- Олексій Гуськов. Безмежна любов. рос. Алексей Гуськов. Безграничная любовь
- Війна і мир (4 серії) рос. Война и мир (4 серии)
- Анатомія війни. рос. Анатомия войны
- 1377 спалених заживо рос. 1377 сожженных заживо
- Потайбічний світ. сни рос. Потусторонний мир. Сны
- Володимир Басов. Бігун на довгі дистанції рос. Владимир Басов. Бегун на длинные дистанции
- Попелюшка на прізвисько Бонд рос. Золушка по прозвищу Бонд
- Армен Джигарханян. Основний інстинкт рос. Армен Джигарханян. Основной инстинкт
- Лайма — з латиської «щастя» рос. Лайма — на латышском «счастье»
- Ролан Биков. Карлик-кровопивця, якого обожнювали всі рос. Ролан Быков. Карлик-кровопийца, которого обожали все
- Професія— альфонс рос. Профессия — альфонс
- Тюремна казка. В очікуванні дива рос. Тюремная сказка. В ожидании чуда
- Віталій Кличко. Монолог переможця рос. Виталий Кличко. Монолог победителя
- Ольга Остроумова. Любов земна рос. Ольга Остроумова. Любовь земная
- Історії кохання. Третій зайвий рос. Истории любви. Третий лишний
- Я — Тализіна рос. Я — Талызина

#### 2010
- Відплата. Іван Дем'янюк. Останній нацист рос. Возмездие. Иван Демьянюк. Последний нацист
- Відплата. Два життя Тоньки Кулеметниці. рос. Возмездие. Две жизни Тоньки Пулеметчицы
- Війна проти своїх. 2 частини рос. Война против своих. 2 части
- Запах болю рос. Запах боли
- Молитва за перемогу рос. Молитва за Победу
- Операція «Весілля»|| Операция «Свадьба»
- О.Пушкін. 29-а дуель рос. А. Пушкин 29-я дуэль
- Генерали холодної війни (2 частини: Громико, Шеварднадзе) рос. Генералы холодной войны. (2 серии: Громыко, Шеварднадзе)

#### 2011
- Патріарх рос. Патриарх (присвячено Кирилу Гундяєву)

## Керівник компанії Inter Media Group
У 2013 році повернулася в Inter Media Group, на позицію керівника 10 каналів.
З 2013 по 2023 рік — керівник компанії Inter Media Group (що об'єднує телеканали Інтер, Інтер+, К1, К2, Мега, НТН, Піксель, Enter-фільм та ZOOM), відповідальна за стратегію та розвиток телевізійного бізнесу, член Наглядової ради «Інтеру».
У 2013 році Безлюдна посіла 11-е місце в рейтингу 100 найвпливовіших жінок України журналу «Фокус».
2 червня 2014 року в інтерв'ю «Комсомольській правді в Україні» Ганна Безлюдна розповіла, що протягом року планує суттєво розширити виробництво авторських програм на телеканалі «Інтер»: «Я дуже розраховую, що на „Інтері“ з'являться власні авторські програми, буде більше якісної документалістики. Протягом останнього часу в Україні панувало суцільне інформаційне та розважальне телебачення. Або новини, або розваги, або щось середнє між цим. Цікавих авторських проєктів майже не було. Адже суб'єктивний, авторський погляд зараз може виявитися більш затребуваним, ніж покупні формати», — сказала керівник Inter Media Group. Говорячи про плани розвитку нішевих телеканалів, вона розповіла про запланований ребрендинг телеканалу «К1» і запуск п'яти нових авторських проєктів. Також керівник Ганна Безлюдна відзначила унікальність науково-популярного телеканалу «Мега», який і далі буде займати цю нішу.
У грудні 2013 Безлюдна запровадила нову інформаційну політику в новинах «Інтера», після чого журналісти новинного продакшена у відкритому листі назвали новини пропагандистськими та заявили про спотворення та замовчування фактів. Члени колективу заявляли про незгоду із такою інформаційною політикою, вимагали від Безлюдної вибачень та навіть її звільнення. Журналістський рух «Стоп цензурі!» виступив із відкритим листом, вимагаючи відповідальності ЗМІ та особисто перших керівників, зокрема Безлюдної, за цензуру, замовчування, розпалювання ворожнечі, дезінформації та маніпуляції протягом трьох місяців протесту в Україні. Також вимагали, аби Безлюдна — серед інших — понесла особисту відповідальність. Після перемоги Революції Гідності Безлюдна втратила контроль за новинами «Інтера» і у новинний продакшн, який виробляє інформаційні програми, повернулись минулі керівники.
У березні 2014 року між телеканалом «Інтер» та новинним продакшеном («Національні інформаційні системи») було підписано угоду про розмежування відповідальності за інформаційне мовлення. Зокрема, було зафіксовано, що телеканал не впливає на наповнення випусків новин та ток-шоу, а також на кадрову політику продакшена.
14 листопада 2023 року Ганна Безлюдна залишила посаду та покинула телеканал.

### Фільмографія 2013—2015

#### 2013
- Квітка. Голос в єдиному екземплярі рос. Квитка. Голос в единственном экземпляре
- Система футболу. Олег Базилевич рос. Система футбола. Олег Базилевич
- Богдан Ступка. Забудьте слово смерть рос. Богдан Ступка. Забудьте слово смерть
- Битва за Україну. Роздуми (2 серії) рос. Битва за Украину. Размышления (2 серии)
- Кличко. Українська мрія рос. Кличко. Украинская мечта
- Жорстокий спорт (8 серій) рос. Жестокий спорт (8 серий)
- Григорій Лепс. Що може людина рос. Григорий Лепс. Что может человек
- Битва за Київ рос. Битва за Киев
- Спроба № 5 рос. Попытка №5
- Епоха П'єхи рос. Эпоха Пьехи
- Дні України у Великій Британії
- Володимир Меньшов. Режисер свого часу рос. Владимир Меньшов. Режиссёр своего времени

#### 2014
- «Костянтин Меладзе. Сірий кардинал» рос. Константин Меладзе. Серый кардинал
- спецпроєкт рос. «Новорічний вогник. Коли всі вірять в диво»
- «Жванецький. Одіссея одесита» рос. Жванецкий. Одиссея одессита
- «Шевченко. 200 років самотності»
- «Юрій Яковлєв. Смішний. Серйозний. Справжній» рос. «Юрий Яковлев. Смешной. Серьезный. Настоящий
- «Недитячі ігри / Дитяча жорстокість» рос. «Недетские игры / Детская жестокость»
- «Блаженніший Володимир» рос. «Блаженнейший Владимир»
- «Євген Крилатов. Саундтрек епохи» рос. «Евгений Крылатов. Саундтрек эпохи»
- «Усик»
- «Визволення»
- «Стіна»
- «Формула чемпіона»
- «Перша світова. Принципова справа» рос. «Первая мировая. Дело принципа»
- «Чекай на мене. Шукайте один одного …» рос. «Жди меня. Ищите друг друга...»
- «Костянтин Меладзе. Не триво́ж мені душу» рос. « Константин Меладзе Не тревожь мне душу

#### 2015
- Небо. Літак. Мрія
- День Перемоги. Повернення
- Леонід Биков. Зустрічна смуга
- Дружина Президента. Історія одного року
- Гібридна війна
- Я знайшов свою сім'ю

### Документальне, ігрове кіно й спецпроєкти

#### Документальні проєкти
Роботу над документальними проєктами для українського телебачення розпочала у кінці 90-х, коли вперше в своїй кар'єрі прийшла працювати на Інтер. Першим публіцистичним проєктом, знятим під керівництвом Безлюдної на «Інтері» була програма «N-ний кілометр», що стартувала в ефірі у 1997-98 рр., виходила в ефір відразу після випуску новин (Подробиці).

### Серіали
- 2015 — Запитайте в осені (07 Продакшн, 60 серій) рос. Спросите у осени
- 2015 — Гречанка (Film.ua, 60 серій)
- 2016 — Мата Харі (СтарМедіа, 12 серій). рос. Мата Хари

### Телепрограми
Під керівництвом Безлюдної випущено продукти власного виробництва: «Стосується кожного», «Речдок», «Місце зустрічі», «Позаочі», «Право вибору», «Свобода на» Інтері", «Подробиці», «Подробиці тижня» та ін..

### Концерти, мюзикли тощо

#### 2007
- 11-річчя телеканалу «Інтер» рос. 11-летие телеканала «Интер»
- Весна на Зарічній вулиці рос. Весна на Заречной улице
- Живи в Україні рос. Живи в Украине
- Пісня року рос. Песня года
- Ніч великих очікувань рос. Ночь больших ожиданий

#### 2008
- 12-річчя телеканалу «Інтер» рос. 12-летие телеканала «Интер»
- Ми вічне відлуння одне одного рос. Мы вечное эхо друг друга
- 70 років. Політ нормальний||70 лет. Полет нормальный
- Дуже новорічне кіно, або Ніч у музеї рос. Очень новогоднее кино, или Ночь в музее
- Творчий вечір Костянтина Меладзе рос. Творческий вечер Константина Меладзе
- Творчий вечір Іллі Рєзніка рос. Творческий вечер Ильи Резника

#### 2009
- 2009 — Однокласники: Новорічна зустріч рос. Одноклассники: Новогодняя встреча
- 2009 — Місце зустрічі (19 концертів) рос. Место встречи
- 2009 — 13-річчя телеканалу «Інтер» рос. 13-летие телеканала Интер
- 2009 — Концерт до Дня міліції України рос. Концерт ко Дню милиции Украины
- 2009 — Свято зі сльозами на очах рос. Праздник со слезами на глазах

#### з 2010
- 2013, 2014, 2015, 2016, 2017 — Перемога. Одна на всіх рос. Победа. Одна на всех
- 2014 — Новорічний вогник. Коли всі вірять в диво рос. Новогодний огонёк. Когда все верят в чудо
- 2014 — Новорічний вогник. Чекай на мене в Новий рік рос. Жди меня в Новый год
- 2015 — Повір у мрію рос. Поверь в мечту
- 2015 — Команда, без якої нам не жити рос. Команда, без которой нам не жить
- 2015 — Мрія про Україну рос. Мечта об Украине
- 2016 — Україна від А до Я рос. Украина от А до Я
- 2016 — Новорічний вогник, Залишаємося зимувати рос. Остаемся зимовать

### Фільмографія 2016—2018рр.
- 2016 — Олег Антонов — людина неба. рос. Олег Антонов — человек неба
- 2016 — 50 років без Ахматової. рос. 50 лет без Ахматовой
- 2016 — Тисяча років на Афоні. рос. Тысяча лет на Афоне
- 2016 — Люди перемоги. рос. Люди победы
- 2016—778 днів без своїх/Окупація Києва. рос. 778 дней без своих / Оккупация Киева
- 2016 — Діти команданте. рос. Дети команданте
- 2016 — Тисяча років на Афоні рос. Тысяча лет на Афоне
- 2017 — Бомби, які підірвали світ рос. Бомбы, которые взорвали мир
- 2017 — Вони стояли на смерть рос. Они стояли насмерть
- 2017 — Острів Фіделя рос. Остров Фиделя
- 2018 — Шалімов. Сто років як один день рос. Шалимов. Сто лет как один день
- 2018 — Петро Толочко. Підручник історії рос. Петр Толочко. Учебник истории

### Спецпроєкти
- Сходження Благодатного вогню з Єрусалима (2013, 2014, 2015)
- Марафон «Наша перемога» (2013, 2014, 2015, 2016)
- Богослужіння на Володимирській гірці (2013, 2015, 2016)
- Марафон «День Народження Країни» (2013)
- Жди меня, Україна. Зустрічі Перемоги (2014, 2015, 2016)
- Великдень. Трансляція святкового богослужіння з Києво-Печерської Лаври (2013, 2014 року, 2015-го, 2016)
- Чудо починається. Марафон до Дня Святого Миколая (2014 року, 2015-го, 2016)
- Всенічне Різдвяне Богослужіння з Києво-Печерської Лаври (2014 року, 2015-го, 2016 р. та 2017)
- Україна вражає. Марафон до Дня Незалежності України (2015)
- Бокс. Бої К2 (2013, 2014 року, 2015-го, 2016)

## Позаефірні проєкти
- З 2014 — «Інтер» проводить благодійний марафон до Дня Святого Миколая «Диво починається». Завдяки внескам людей було зібрано кошти на придбання обладнання для підтримки дихання новонароджених. Фонд «Інтер-дітям» реалізує і ряд інших благодійних проєктів.
- 2013 — «Інтер» в Хрещатому парку встановив пам'ятник італійцеві Луїджі і українці Мокрині[52]. Вони знайшли один одного через 65 років завдяки міжнародному телевізійному проєкту «Жди меня», який також виходить на «Інтері». Пам'ятник «Вічна любов» став одним з найбільш відвідуваних об'єктів киян і гостей столиці[53].
- 2015 — фотоальбом «Люди перемоги» про сто ветеранів Другої світової війни.[54]
- 2015 — акція «Ніхто не забутий»[55]. Її мета — відновлення зруйнованих меморіалів воїнам Другої світової війни. Було відновлено більше 30 монументів.[56]
- 2016 — благодійний фонд «Інтер-дітям» почав соціальну ініціативу «Добрі книги». Всі бажаючі можуть придбати книги і подарувати їх вихованцям дитячих будинків.[57][58]

## Громадська діяльність
Брала участь у підвищенні значущості журналістики й посиленні її впливу на процеси в суспільстві.
- У 2011-2012 рр. — Член Наглядової ради Надра Банку.
- У 2011-2016  рр. — займала посаду заступника Голови Ради Федерації роботодавців України
- 2012 року Ганна Безлюдна ініціювала створення нового підрозділу Федерації роботодавців України — Федерації роботодавців медійної галузі України(ФРМГУ)[61] , першої в Україні організації, що об'єднує зусилля роботодавців медійної галузі задля створення умов для розвитку ринку ЗМІ в Україні. Безлюдна виступає за посилення незалежності та підвищення професіоналізму української медіагалузі[62].
- У жовтні 2012 року Безлюдну обрано на посаду Голови ради ФРМГУ[63]
- У 2012-2014 рр. — Член Конституційної Асамблеї[64][65].

## Нагороди
- Заслужений журналіст України (серпень 1999).
- Орден святої великомучениці Варвари II ступеня (грудень 2011, УПЦ московського патріархату).
- У листопаді 2018 року УПЦ МП нагородила Безлюдну орденом преподобного Нестора Літописця I ст.[66][67].